# Городок (селище)
Городок — селище в Україні, адміністративний центр Городоцької селищної територіальної громади Житомирського району Житомирської області. До 2012 року — військове містечко, у 2012—24 роках — селище міського типу.

## Загальна інформація
Розміщене на межі Київської та Житомирської областей, за 100 км від Києва та за 35 км від Радомишля.

## Населення
За оцінкою управління статистики Житомирської області, чисельність населення станом на 1 січня 2022 року становила 2 781 особу.

## Історія
Селище Городок (у минулому військове містечко Макарів-1) побудували 1969 року як секретне військове містечко за розпорядженням Брежнєва. На території містечка було розташовано дві військові частини (одна займалася обслуговуванням ядерної зброї, у другій розміщались військові сейсмологи) та завод залізобетонних конструкцій. Жителями містечка були військові та члени їх родин. Багато хто з них живе тут і досі. Стороннім потрапити в Макарів-1 було дуже важко — треба було за місяць до поїздки подавати заявки. Життя в такій ізоляції більше нагадувало ув'язнення. Макарівська школа була оформлена як одна зі шкіл Москви, відповідно випускникам видавали атестати московської школи. Адміністративно поселення входило до складу Києво-Святошинського району Київської області, хоча на території Київської області розміщувалася лише четверта частина земель гарнізону, решта — на території Житомирської області.
5 липня 2012 року рішенням Верховної Ради поселенню присвоєно назву Городок. 16 серпня 2012 року Житомирська обласна рада утворила Городоцьку селищну раду в складі Радомишльського району і віднесла селище до категорій селищ міського типу.
18 грудня 2019 року включене до складу новоутвореної Городоцької селищної територіальної громади Радомишльського району Житомирської області; адміністративний центр громади. Від 19 липня 2020 року, разом з громадою, в складі новоствореного Житомирського району Житомирської області.
26 січня 2024 року, відповідно до Закону України «Про порядок вирішення окремих питань адміністративно-територіального устрою України» від 28 липня 2023 року, віднесене до категорії селищ.